# Henri de Couliboeuf de Blocqueville
Henri de Coulibœuf de Blocqueville est un militaire français connu pour avoir visité, malgré lui, l'oasis de Merv vingt ans avant l'annexion par les Russes.

## Biographie
Il arrive à Téhéran en 1860 et se met au service de Nasseredin Shah qui prépare une expédition punitive au Khorassan pour y éradiquer les pillards turcomans. Le 31 mars 1860, il part avec une petite caravane de mulets transportant ses bagages, ses provisions et des appareils photographiques, en arrière de l'armée. Il longe l'Elbourz, passe à Rey où il observe l'exposition des morts sur une haute tour des Parsis. 
Il traverse ensuite des déserts de sable et de sel, atteint la forteresse de Semnan, passe à Charout-Bastan et au milieu de villages en ruines et de champs en friche, entre au Khorassan à Mazinan. Il visite Nichapour et, le 29 avril, arrive à Méched. 
Le 19 mai, toujours à la suite de l'armée, il franchit les montagnes séparant le Khorassan du pays des Turcomans par la vallée d'Arderbend et Sarakhs. Il observe le 19 juillet le massacre des troupes persanes près d'un lieu qu'il nomme Coutchakoum et est lui-même fait prisonnier. 
Les nomades l'entraînent pendant plus d'une année sur leurs routes. C'est à cette occasion qu'il est amené à Merv. Il étudie alors les mœurs et coutumes des habitants de l'oasis, leur organisation sociale, leurs rites religieux, leur nourriture, leurs vêtements, etc. et remarque que la condition des femmes y est bien meilleure que dans les autres pays musulmans. 
Après de longues négociations et le paiement d'une forte rançon, il est libéré le 6 décembre 1861 à Saraks. Il regagne alors Méched par des montagnes enneigées (24 décembre) et, en janvier 1862, rentre à Téhéran.

## Œuvres
- Les nomades du Turkestan, Bulletin de la Société de géographie, vol. IX, 1865, p. 509
- Note sur une partie du Turkestan méridional, Bulletin de la Société de géographie, vol.X, 1865, p. 424
- Quatorze mois de captivité chez les Turcomans, Paris, Le Tour du monde, vol. 13, p. 225-272, 1866    (Wikisource)